# S.A.S. (boekenreeks)
S.A.S. is een boekenreeks van spionageromans door de auteur Gérard de Villiers met in de hoofdrol CIA-agent Malko Linge. In de reeks zijn 200 titels verschenen waar de verhaallijnen altijd de actualiteit volgen. De naam voor de reeks is ontleend aan de Franse afkorting van Zijne Doorluchtige Hoogheid, Son Altesse Sérénissime (S.A.S.), aangezien de protagonist van de reeks wordt vertolkt door de Oostenrijkse prins Malko Linge.
Met het overlijden van de auteur is ook de reeks ten einde en zal niet voortgezet worden door andere auteurs.

## De reeks
Het eerste deel in de S.A.S.-reeks verscheen in 1965. De reeks beslaat inmiddels meer dan 180 delen.
De verhalen in de reeks zijn voornamelijk gesitueerd in exotische oorden waar Malko Linge opdrachten voor de Amerikaanse inlichtingendienst CIA uitvoert. De reeks heeft verder een zeer gewelddadig karakter en expliciete seks wordt niet geschuwd. Het gebezigde taalgebruik in de reeks was, en dit geldt met name voor de vroege delen in de reeks, weinig vleiend naar bepaalde landen (meestal landen die worden gerekend tot de Derde wereld) of bevolkingsgroepen, soms zelfs enigszins racistisch van toon.
De kritiek van critici op de reeks is dat deze sterke mate van formulematige plots en eendimensionale karakters kent en daarnaast een overmaat aan seks bevat. Maar zelfs critici ontkennen niet dat de sterkste kwaliteit van de reeks is gelegen in de ongeëvenaarde geopolitieke authenticiteit van de verhaallijnen.
Ieder jaar worden van de originele Franstalige reeks vier delen gepubliceerd en waarvan per deel gemiddeld 200.000 tot 250.000 exemplaren worden verkocht. Oplagecijfers van de Nederlandstalige delen zijn niet bekend.
Nederlandse vertalingen van de S.A.S.-boekenreeks worden door A.W. Bruna Uitgevers uitgebracht op pocketboekformaat in de Zwarte Beertjes-reeks. Vanaf het vierde kwartaal 2011 worden de delen ook als e-boek uitgebracht. Het is niet bekend of de gehele reeks als e-boek zal verschijnen.
Sinds 2006 verschijnt de reeks ook als stripverhaal en wordt door uitgeverij Glénat uitgegeven. Voor de bewerking van de novellen tot stripverhaal zijn per deel verschillende scenaristen en tekenaars verantwoordelijk.

## Boekomslag
De boekomslag (cover) van de S.A.S.-reeks is geheel in zwart uitgevoerd. Prominent op de omslag staat de afkorting SAS vermeld waarin een foto is aangebracht van een aantrekkelijke en schaars geklede (vrijwel altijd topless) dame.
In tegenstelling tot de Franse uitgaven draagt zij echter vrijwel nooit een vuurwapen.
Vanaf 1989, na de verfilming van twee delen uit de reeks tot de film Eye of the Widow, bevat de omslag daarnaast ook een getekende beeltenis van de protagonist van de reeks, Malko Linge. En het is beslist geen toeval dat beeltenis een sterke gelijkenis vertoond met het uiterlijk van acteur Richard Young die in de film de rol van Malko vertolkte.
In 2009 is de boekomslag herzien. De aantrekkelijke dame op de omslag is gebleven maar zij wordt niet meer topless afgebeeld en draagt bovendien geen vuurwapen meer. De beeltenis van de protagonist is van het omslag verdwenen. Het eerste deel met de nieuwe omslag is De hel van Venezuela.

## Realiteit en fictie
De verhalen zijn niet slechts fictief, maar altijd gebaseerd op nieuwsfeiten, meestal gesitueerd rondom een (op handen zijnde) internationale crisis. Ter illustratie: Moord op de Canarische Eilanden gaat over de mysterieuze dood van mediamagnaat Robert Maxwell, Jacht op Carlos over de gevangenneming van de terrorist Carlos de Jakhals, Dood Joesjtsjenko! over de vergiftiging van Oekraïense presidentskandidaat Viktor Joesjtsjenko met dioxine, Polonium 210 over de moord Aleksandr Litvinenko in Londen en de moord op journaliste Anna Politkovskaja in Moskou.
Daarnaast geldt Gérard de Villiers als zeer goed ingevoerd in de Franse inlichtingendiensten en onderhoudt sinds jaar en dag vele contacten met (voormalig) medewerkers hiervan. Via hen legt hij ook contacten met buitenlandse hoogwaardigheidsbekleders.
De aldus verkregen informatie wordt verwerkt in de verhaallijnen van de S.A.S.-reeks. Mede dankzij deze goede internationale contacten van De Villiers, beschikt de reeks over haar sterkst toegeschreven kwaliteit: geopolitieke authenticiteit van de verhalen.

## Reguliere personages
Naast Malko Linge kent de reeks ook enkele personages die regelmatig terugkeren in de S.A.S.-spionagereeks:
- Alexandra Vogel. Malko's (eeuwige) verloofde;
- Elko Krisantem. Bediende van Malko Linge. Een voormalig Turkse huurmoordenaar;
- Milton Brabeck. Een CIA-agent die Malko tijdens diverse missies ondersteunt. Een collega van Chris Jones;
- Chris Jones. Een CIA-agent die Malko op diverse missies ondersteunt. Een collega van Milton Brabeck;
- Mandy Brown. Een Amerikaanse mannenverslindster;
- Frank Capistrano. Amerikaan van Italiaanse afkomst. De speciaal adviseur voor Nationale Veiligheid van de president van de Verenigde Staten in het Witte Huis;
- Priscilla Clearwater. De secretaresse bij de CIA met steeds wisselende standplaatsen;
- Samantha Adler. Een Duitse brunette en wapenhandelaar.

## Spin-offs

### Stripreeks
SAS is een Franse stripreeks.

### Films
Enkele boeken uit de reeks zijn verfilmd:
- S.A.S. San Salvador (1982), met Miles O'Keeffe in de hoofdrol als Malko. Gebaseerd op "S.A.S. in San Salvador".
- Eye of the Widow (1989), met in de hoofdrol Richard Young als Malko. Gebaseerd op de boeken "Romeinse Wraak" en "De weduwe van de Ayatollah".